# Šinobu Óta
Šinobu Óta (* 28. prosince 1993) je japonský zápasník–klasik, stříbrný olympijský medailista z roku 2016.

## Sportovní kariéra
Zápasit začal na základní škole v rodném Gonohe v kroužku, kde si ho později všiml zápasnický trenér Jasuo Kacumura (勝村靖夫) z nedalekého Hačinohe a přivedl ho do svého týmu "Hačinohe kizzu". V 15 letech následoval svého trenéra do Janai na druhý konec japonského ostrova Honšú do prefektury Jamaguči. Na střední škole Janai gauen se v rámci školních soutěží začal specializovat na v Japonsku méně známý řecko-římský zápas. Do japonské mužské reprezentace byl vybrán v 19 letech po vstupu na univerzitu Nippon v Jokohamě, kde se připravoval pod vedením Šinga Macumota.
Počátkem roku 2016 stal zaměstnancem bezpečnostní agentury ALSOK v jehož profesionálním sportovním týmu se připravuje pod vedením Masanori Ohašiho. V témže roce v březnu obsadil na kontinentální olympijské kvalifikaci v kazašské Astaně druhé místo a kvalifikoval se na olympijské hry v Riu. V Riu se postaral o jedno z největších překvapení zápasnického turnaje. V úvodním kole vyřadil těsně 5:4 na technické body obhájce prvenství Íránce Hamída Suriána a v semifinále položil na lopatky Ázerbájdžánce Rovšana Bajramova. Jeho spanilou jízdu turnajem zastavil až ve finále Kubánec Ismael Borrero, kterému podlehl výrazným bodovým rozdílem 0:8. Získal stříbrnou olympijskou medaili.

## Výsledky
| Olympijské hry    | —  |     |    |    | 2. |   |     |    |  |  |  |  |  |  |  |  |  |  |  |  |  |  |
| Mistrovství světa |    | —   | —  | —  |    | — | úč. | 1. |  |  |  |  |  |  |  |  |  |  |  |  |  |  |
| Asijské hry       |    |     | —  |    |    |   | 1.  |    |  |  |  |  |  |  |  |  |  |  |  |  |  |  |
| Mistrovství Asie  | —  | —   | 2. | 3. | —  | — | 1.  | —  |  |  |  |  |  |  |  |  |  |  |  |  |  |  |
| MS juniorů        | 3. | úč. |    |    |    |   |     |    |  |  |  |  |  |  |  |  |  |  |  |  |  |  |